# Pericopsis elata
Pericopsis elata (Harms) Meeuwen (Syn.: Afrormosia elata Harms) ist eine Pflanzenart aus der Gattung Pericopsis in der Unterfamilie der Schmetterlingsblütler (Faboideae). Sie ist im tropischen Afrika heimisch. Pericopsis elata liefert ein Edelholz, das Bedeutung als Teakholz-Ersatz erlangt hat. Handelsnamen für das Holz sind unter anderem Afrormosia, Kokrodua oder Assamela. Der Raubbau an den tropischen Regenwäldern Afrikas hat dazu geführt, dass Pericopsis elata eine stark gefährdete Art und im CITES Anhang II aufgeführt ist.

## Beschreibung

### Vegetative Merkmale
Pericopsis elata wächst als Baum, der Wuchshöhen von circa 45 Metern oder mehr und Stammdurchmesser von 1–1,5 Metern erreichen kann. Es werden manchmal kleinere Brettwurzeln ausgebildet. Die Borke ist gräuliche und in vielen Flicken abblätternd die rötlich-braune Narben hinterlassen.
Die wechselständigen Laubblätter sind wechselnd unpaarig gefiedert mit 7–11 kurz gestielten Blättchen mit kleinen und fädigen Stipeln. Die Blätter sind mit Blattstiel bis etwa 20 Zentimeter lang. Die kahlen Blättchen sind etwa 4–8 Zentimeter lang und 1,5–3,5 Zentimeter breit. Sie sind eiförmig bis verkehrt-eiförmig oder elliptisch und an der Spitze spitz. Die kleinen Nebenblätter sind abfallend.

### Generative Merkmale
Es werden hängende und etwa bis 12 Zentimeter lange, gestielte, fein behaarte Rispen gebildet. Die zwittrigen und gestielten Schmetterlingsblüten mit kleinen Deckblättern werden als unscheinbar und klein beschrieben. Sie sind grünlich bis weiß oder cremefarben. Der kleine becherförmige Kelch ist feinhaarig mit dreieckigen Zipfeln. Die 10 Staubblätter sind frei. Der Fruchtknoten ist behaart.
Die gebildeten, flachen und nicht öffnenden, knapp geflügelten, glatten Hülsenfrüchte sind ca. 10–17 Zentimeter lang und 2,5–3 Zentimeter breit. Eine Frucht enthält 1–4 flache und rundliche, braune, etwa 10–15 Millimeter große Samen.
Es werden nur wenige Früchte gebildet, daher ist die natürliche Vermehrungsrate eher gering.

## Verbreitung
Das Verbreitungsgebiet von Pericopsis elata liegt im westlichen bis zentralen tropischen Afrika, in Kamerun, im Kongo, Demokratische Republik Kongo, der Elfenbeinküste, in Ghana und Nigeria.

### Schutzstatus
Pericopsis elata unterliegt seit 1992 dem Washingtoner Artenschutzabkommen. Dort ist es im Anhang II gelistet und darf somit unter Auflagen gehandelt werden.
Die IUCN hat die Art als stark gefährdet (endangered) eingestuft.

## Taxonomie
Pericopsis elata wurde 1913 als Afrormosia elata von Hermann August Theodor Harms in Botanische Jahrbücher für Systematik, Pflanzengeschichte und Pflanzengeographie Band 49 Teil 3–4 Seite 430–432 erstbeschrieben. Die Art wurde 1962 durch M.S.Knaap-van Meeuwen in Bulletin du Jardin botanique de l'État à Bruxelles Band 32 Seite 216 als Pericopsis elata (Harms) Meeuwen in die Gattung Pericopsis gestellt.

## Verwendung

### Holzeigenschaften
Das Holz, Satinholz, zeichnet sich durch einen stark hervortretenden sogenannten Wechseldrehwuchs aus und lässt sich gut aufarbeiten. Das Holz hat eine hohe Resistenz gegen einige Insekten und Pilze. Gerade auch Termiten sind für diesen Baum ungefährlich.
Die Dichte des Holzes beträgt durchschnittlich 725 kg/m3. Dabei ist das Kernholz von einer braunen bis olivbraunen Farbe. Das Holz ist relativ körnig und enthält einen natürlichen Glanz. Die Poren liegen ungleichmäßig verstreut und die Ringe können durch das Parenchym unterschiedlich groß sein. Während der Verarbeitung stößt das Holz einen ausgeprägten Duft aus. Auch wenn Afromosia weitestgehend allergiearm ist, so sind doch Beschwerden über Reizungen der Haut, der Augen und der Atemwege.
Das Holz findet in der Möbelherstellung, im Innen- und Außenbau, im Bootsbau sowie als Furnierholz Verwendung.